# Хайчин, Юрий Дмитриевич
Ю́рий Дми́триевич Ха́йчин (7 сентября 1958, Горловка, Сталинская область — 7 ноября 2005, Судогда, Владимирская область) — советский и украинский журналист, бизнесмен, издатель, видный деятель ЧГК- и КВН-овского движения, организатор и член жюри многочисленных фестивалей интеллектуальных игр, автор ряда книг, посвящённых интеллектуальному досугу. Главный редактор газеты-журнала «Игра», член правления Международной Ассоциации Клубов «Что? Где? Когда?». Основатель и руководитель клуба знатоков «Донбасс» при КСКЦ концерна «Стирол», игрок команды знатоков «Стирол» (г. Горловка), ставшей десятикратным чемпионом телевизионной серии игр «Брейн-ринг».

## Биография
- 1958, 7 сентября — родился в г. Горловке (Украина)
- по образованию — адвокат
- работал модельщиком модельного цеха машзавода им. Кирова, адвокатом, журналистом газеты «Вечерняя Горловка»
- 1986—1999 — организатор турниров интеллектуальных игр в г. Горловке
- 1986—2000 — основатель и руководитель клуба знатоков «Донбасс» при КСКЦ ОАО «Концерн „Стирол“» (г. Горловка)
- 1988 — организовал поездку Горловской команды знатоков на отборочный тур телевизионной игры «Что? Где? Когда?»
- 1989 — избран членом правления Международной ассоциации клубов (МАК) на I конгрессе МАК в г. Мариуполе.
- 1989—2005 — являлся членом правления Международной ассоциации клубов (МАК)
- 1990—1999 — руководитель и игрок команды «Стирол» (г. Горловка)
- 1991—2005 — учредитель и главный редактор газеты-журнала «Игра», распространявшейся в 224 городах 20 стран мира
- 1992—1994 — основатель и организатор международного детского фестиваля «Шоколадная сказка» (г. Горловка)
- 1994—1998 — основатель и организатор телевизионной игровой программы «Игроклуб „Шоколадная сказка“» (областное телевидение, г. Донецк)
- 1997—1998 — в издательстве «Сталкер» (г. Донецк) вышла серия «Для умных и весёлых», состоящая из 3 книг.
- 1998 — газета «Игра» удостоена малого «Золотого Остапа» (награда, учреждённая Российской академией юмора) в номинации «За юмор в прессе»
- 2000 — организатор турниров интеллектуальных игр «Золотой Скиф-2000» (г. Донецк), Кубок Чемпионов-Майкрософт-2000 (г. Киев). В издательстве «ФАИР-ПРЕСС» (г. Москва) вышла книга «ТВоя игра»
- 2000—2005 — директор продюсерского центра «Игра-сервис», занятого организацией фестивалей интеллектуальных игр
- 2001 — организатор I открытого экспериментального чемпионата СНГ по «Что? Где? Когда?», фестиваля интеллектуальных игр «Прорыв в XXI век» (г. Киев)
- 2002 — организатор Открытого Кубка СНГ по «Что? Где? Когда?»
- 2003 — организатор КИО-2003 — Красноармейской Интеллектуальной Олимпиады (г. Красноармейск). В издательстве «Сталкер» (г. Донецк) вышла «Большая энциклопедия знатоков».

### Смерть
Погиб в автокатастрофе 7 ноября 2005 года. По сообщению Судогодского РОВД, около 4 часов утра на 44 километре трассы «Владимир-Муром» произошло ДТП, в результате которого автомобиль Daewoo Matiz под управлением Кирилла Теймуразова перевернулся, в результате чего пассажир Юрий Хайчин получил многочисленные травмы, в том числе перелом основания свода черепа. Пострадавший был доставлен в Центральную районную больницу Судогды, где через несколько часов скончался.

## Журналистская и издательская деятельность
Юрий Хайчин являлся создателем газеты «Игра», издаваемой им на протяжении 15 лет. Из-под его пера вышла книга «ТВоя игра», посвящённая телепередачам, работающим в жанре интеллектуальных игр, а также серия книг «Для умных и весёлых», посвящённая играм «Что? Где? Когда?» и «КВН».

### Книги
1. 1997 — Настольная книга умных и весёлых. — Донецк, «Сталкер».
2. 1998 — Главная книга умных и весёлых. — Донецк, «Сталкер».
3. 1998 — Любимая книга умных и весёлых. — Донецк, «Сталкер».
4. 2000 — ТВоя игра. — Москва, ФАИР-ПРЕСС. ISBN 5-8183-0221-0. Серия «Чёрный ворон».
5. 2003 — Большая энциклопедия знатоков. — Донецк, «Сталкер».

### Публикации
1. Скифские игры. — «Дикое поле» (Донецк), 2002, № 2. — Веб-ссылка
2. Фестивальные ощущения от редактора-2 (интервью с М. Марфиным). — «АМИК.РУ» (Москва), 16 февраля 2003. — Веб-ссылка
3. Ещё раз о премьере «Премьер-Лиги»! — «АМИК.РУ» (Москва), 13 апреля 2003. — Веб-ссылка
4. Внимание! Московская студенческая лига КВН! — «АМИК.РУ» (Москва), 15 апреля 2003. — Веб-ссылка
5. Фестиваль КВН в Одессе. — «АМИК.РУ» (Москва), 24 декабря 2004. — Веб-ссылка
6. ЧГК по-марафонски. — «Марафон-2007» (Одесса), 20 октября 2005. — Веб-ссылка

### Журнал «Игра»
В 1991 году Юрий Хайчин стал автором идеи международного открытого журнала «Игра», посвященного играм КВН и «Что? Где? Когда?» и стал его бессменным главным редактором. Издание выходило с подзаголовком «журнал интеллектуальных меньшинств». Журнал содержал новости, интервью и аналитические материалы, посвященные движениям КВН и «Что? Где? Когда?», читателям предлагались также многочисленные интеллектуальные игры и конкурсы. «Игра» распространялась по подписке в 245 городах 20 стран мира. 
«Ещё не первый» номер вышел в конце 1991 года на четырёх полосах усилиями Юрия Хайчина и Александрины Кругленко тиражом 999 экземпляров. Официальный 1-й номер был выпущен зимой 1992 года. Журнал издавался на Украине (в Горловке, с середины 1990-х годов в Днепропетровске, в промежутке один номер вышел в Енакиево) ежемесячно, начальный тираж составлял 5000 экземпляров. 
В 1998 году издание было удостоено премии Российской академии юмора — малого «Золотого Остапа» в номинации «За юмор в прессе».
Будучи любителем каламбуров и словесных головоломок, свои статьи в журнале «Игра», других периодических изданиях, посвящённых интеллектуальным играм, и на соответствующих сайтах Юрий Хайчин часто подписывал на китайский манер: «Ю-Хай-Чин».
После смерти Юрия Хайчина Елена Кисленкова, участвовавшая в выпуске журнала как корректор, обратилась через СМИ к энтузиастам движения с призывом выпустить очередной номер и задуматься над возможностью продолжать издание и впредь. Однако после выхода сдвоенного номера, завершающего 2005 год, журнал прекратил существование.

## Игровая и организаторская деятельность

### Организатор клубов и команд знатоков
- 1986—2000 — клуб знатоков «Донбасс» при КСКЦ ОАО «Концерн „Стирол“» (г. Горловка)
- 1990—1999 — команда «Стирол» (г. Горловка)

### Организатор турниров и фестивалей
- 1986—1999 — турниры интеллектуальных игр (г. Горловка)
- 1992—1994 — международный детский фестиваль «Шоколадная сказка» (г. Горловка)
- 1994—1998 — телевизионная игровая программа «Игроклуб „Шоколадная сказка“» (областное телевидение, г. Донецк)
- 2000 — турнир интеллектуальных игр «Золотой Скиф-2000» (г. Донецк)
- 2000 — Кубок Чемпионов-Майкрософт-2000 (г. Киев)
- 2001 — I открытый экспериментальный чемпионат СНГ по «Что? Где? Когда?»
- 2001 — фестиваль интеллектуальных игр «Прорыв в XXI век» (г. Киев)
- 2002 — Открытый Кубок СНГ по «Что? Где? Когда?»
- 2003 — КИО-2003 — Красноармейская Интеллектуальная Олимпиада (г. Красноармейск)

## Звания и награды
- десятикратный чемпион телевизионного «Брейн-ринга» в составе команды «Стирол» (г. Горловка)
- чемпион и обладатель Кубка Украины по «Что? Где? Когда?»
- кавалер малого «Золотого Остапа» (награды, учреждённой Российской академией юмора) в номинации «За юмор в прессе» (в качестве редактора газеты «Игра»)
- лауреат Премии имени В. Ворошилова за вклад в развитие движения ЧГК (2006, посмертно)

## Мемориал
- Из уважения к заслугам Юрия Хайчина как создателя движения, за ним навечно закреплена должность председателя оргкомитета турниров «Всемирного движения интеллекта» (должности заместителя оргкомитета занимают Константин Кноп и Дмитрий Дурач).
- В 2006 году Юрий Хайчин был посмертно награждён Премией имени В. Ворошилова за вклад в развитие движения ЧГК.

## Факты
- Является создателем Всемирного Дня интеллекта — праздника, отмечаемого в последнее воскресенье мая любителями интеллектуальных развлечений. В последние годы в этот день проводится финальный турнир в серии «Всемирное движение интеллекта».